# العلاقات الإستونية الليبية
العلاقات الإستونية الليبية هي العلاقات الثنائية التي تجمع بين إستونيا وليبيا.

## مقارنة بين البلدين
هذه مقارنة عامة ومرجعية للدولتين:
| وجه المقارنة                                              | إستونيا                                                                             | ليبيا                                       |
| --------------------------------------------------------- | ----------------------------------------------------------------------------------- | ------------------------------------------- |
| المساحة (كم2)                                             | 45.34 ألف                                                                           | 1.76 مليون                                  |
| عدد السكان (نسمة)                                         | 1.32 مليون                                                                          | 6.37 مليون                                  |
| الكثافة السكانية (ن./كم²)                                 | 29.11                                                                               | 3.62                                        |
| العاصمة                                                   | تالين                                                                               | طرابلس                                      |
| اللغة الرسمية                                             | اللغة الإستونية                                                                     | اللغة العربية، اللغة العربية الفصحى الحديثة |
| العملة                                                    | يورو، كرون إستوني، كرون إستوني، المارك الإستوني                                     | دينار ليبي                                  |
| الناتج المحلي الإجمالي (بليون دولار)                      | 25.92 مليار                                                                         | 50.98 مليار                                 |
| الناتج المحلي الإجمالي (تعادل القوة الشرائية) بليون دولار | 38.11 مليار                                                                         | 69.32 مليار                                 |
| الناتج المحلي الإجمالي الاسمي للفرد دولار أمريكي          | 17.79 ألف                                                                           |                                             |
| الناتج المحلي الإجمالي للفرد دولار أمريكي                 | 28.14 ألف                                                                           | 15.60 ألف                                   |
| مؤشر التنمية البشرية                                      | 0.871                                                                               | 0.724                                       |
| رمز المكالمات الدولي                                      | +372                                                                                | +218                                        |
| رمز الإنترنت                                              | .ee                                                                                 | .ly                                         |
| المنطقة الزمنية                                           | ت ع م+02:00، ت ع م+03:00، توقيت شرق أوروبا، أوروبا/تالين ‏، توقيت شرق أوروبا الصيفي ‏ | ت ع م+02:00، توقيت شرق أوروبا               |

## منظمات دولية مشتركة
يشترك البلدان في عضوية مجموعة من المنظمات الدولية، منها:
| علم المنظمة | اسم المنظمة                        | تاريخ انضمام إستونيا | تاريخ انضمام ليبيا |
| ----------- | ---------------------------------- | -------------------- | ------------------ |
|             | مؤسسة التنمية الدولية              | 11 أكتوبر 2008       | 1 أغسطس 1961       |
|             | يونسكو                             | 14 أكتوبر 1991       | 27 يونيو 1953      |
|             | وكالة ضمان الاستثمار متعدد الأطراف | 24 سبتمبر 1992       | 5 أبريل 1993       |
|             | الأمم المتحدة                      | 17 سبتمبر 1991       | 14 ديسمبر 1955     |
|             | الاتحاد البريدي العالمي            | ?                    | ?                  |
|             | البنك الدولي للإنشاء والتعمير      | 23 يونيو 1992        | 17 سبتمبر 1958     |
|             | الاتحاد الدولي للاتصالات           | 19 مايو 1922         | 3 فبراير 1953      |
|             | منظمة حظر الأسلحة الكيميائية       | ?                    | ?                  |
|             | مؤسسة التمويل الدولية              | 9 أغسطس 1993         | 18 سبتمبر 1958     |
|             | منظمة الشرطة الجنائية الدولية      | ?                    | ?                  |

## وصلات خارجية
- موقع وزارة الخارجية الإستونية
- موقع وزارة الخارجية الليبية